# Pierre de Benais
Pierre de Benais, né à Benais et mort le  23 janvier 1306, est un évêque français du XIIIe siècle et du début du XIVe. Il est un cousin de l'épouse de Pierre de La Brosse, chirurgien du roi saint Louis, devenu chambellan de Philippe le Hardi.

## Biographie
Pierre devient d'abord en 1274 doyen de l'église de Bayeux, et en 1276 évêque de Bayeux.
Louis, fils aîné du roi, étant mort en 1276, un scélérat suborné par Pierre de la Brosse accuse la reine, Marie de Brabant, seconde femme de Philippe III, d'avoir empoisonné ce prince. Une béguine flamande célèbre par ses prétendues révélations, est endoctrinée par Pierre de la Brosse. Le roi envoie Matthieu de Vendôme, abbé de Saint-Denis, et Pierre de Benais, consulter cette béguine sur la mort du prince Louis. De retour à Paris, l'évêque de Bayeux rapporte au roi que la béguine lui avait positivement assuré que le prince est mort empoisonné, mais qu'elle n'a voulu déclarer les coupables que sous le sceau de la confession. À cette nouvelle, Philippe le Hardi envoie en Flandre Jean Mahé, évêque de Dol, et Arnould de Wezemaal, chevalier du Temple qui ne tardent pas à lui découvrir toute l'intrigue ourdie par Pierre de la Brosse et par Pierre de Benais. Le premier est pendu en 1278, l'évêque se retire à Rome auprès du pape Nicolas III.
Pierre de Benais approuve en 1278, l'établissement des carmélites à Caen. De retour en France après la mort de Philippe le Hardi en 1285, Pierre fonde en 1289, dans sa cathédrale, deux chapellenies. En 1291 il renonce au droit de mettre désormais en possession les abbés de l'abbaye de Saint-Étienne de Caen. En 1300, Pierre de Benais dote une chapelle qui existe dans son château de Neuilly, confirme en 1301 les biens et possessions de Saint-Sauveur-le-Vicomte, et, aux moines d'Ardenne, l'église de Blay.